# アズミン・アズラム・アブドゥル・アジズ
アズミン・アズラム・アブドゥル・アジズ（マレー語: Azmin Azram Abdul Aziz、1976年4月1日 - ）は、マレーシアの元サッカー選手、現サッカー指導者。元マレーシア代表。現役時代のポジションはゴールキーパー。 

## 経歴
クアラルンプールFAのユース出身でトップチームに昇格した。アブドゥル・ラシード・ハッサンやリム・チュアン・チンの指導を受けてマレーシア有数のゴールキーパーに成長した。
2001年にはムハマド・カリド・ジャムルス、カマルルザマン・ハッサンと共に、夜遅くにディスコに行っていたため、2002 FIFAワールドカップ・アジア予選のカタール代表、パレスチナ代表、香港代表との試合に臨む代表から3人揃って落選した。
2002年から2004年にかけては正GKを務めたが、その座はモハマド・シャムスリ・ムスタファによって取って代わられた。
2005年、膝の怪我により30歳で選手を引退。引退後はゴールキーパーコーチや国立スポーツ協議会のスカウトを務めている。